# Spinel
Spinel (Đá tia lửa) là một khoáng vật nhôm magnesi trong nhóm spinel, công thức hóa học của khoáng vật là MgAl2O4. Balas ruby là tên gọi cũ của một biến thể nhiều màu hồng của khoáng vật này.

## Phân bố
Spinel một thời gian dài được tìm thấy trong cuội chứa đá quý ở Sri Lanka và đá vôi ở tỉnh Badakshan ngày nay, Afghanistan và Mogok ở Burma. Gần đây loại spinel chất lượng đá quý được tìm thấy trong đá hoa Lục Yên ở Việt Nam, Mahenge và Matombo (Tanzania), Tsavo (Kenya) và trong cuội Tunduru (Tanzania) và Ilakaka (Madagascar). Spinel được tìm thấy ở dạng khoáng vật biến chất, và cũng là khoáng vật chính trong các đá mácma mafic hiếm gặp; các đá mácma này tương đối thiếu alkali liên quan đến nhôm, và oxide nhôm có thể tạo ra dạng corundum hoặc có thể kết hợp với magnesi tạo thành spinel. Đây là lý do vì sao spinel và ruby thường được tìm thấy cùng nhau.

## Spinel tổng hợp
Spinel tổng hợp được tình cờ tạo ra vào giữa thế kỷ 18, và gần đây được mô tả nhiều hơn trong các ấn phẩm khoa học năm 2000 và 2004.